# Li Zhongyun
Li Zhongyun –en xinès, 李忠雲– (4 de març de 1967) és una esportista xinesa que va competir en judo.
Va participar en els Jocs Olímpics de Barcelona 1992, obtenint una medalla de bronze en la categoria de –52 kg. Als Jocs Asiàtics de 1990 va aconseguir una medalla d'or.
Va guanyar tres medalles al Campionat Mundial de Judo entre els anys 1986 i 1991, i una medalla al Campionat Asiàtic de Judo de 1985.

## Palmarès internacional
| Jocs Olímpics     | Jocs Olímpics               | Jocs Olímpics | Jocs Olímpics |
| Any               | Lloc                        | Medalla       | Categoria     |
| ----------------- | --------------------------- | ------------- | ------------- |
| 1992              | Barcelona ( Espanya)        | 3             | –52 kg        |
| Campionat del món |                             |               |               |
| Any               | Lloc                        | Medalla       | Categoria     |
| 1986              | Maastricht ( Països Baixos) | 3             | –48 kg        |
| 1987              | Essen ( RFA)                | 1             | –48 kg        |
| 1991              | Barcelona ( Espanya)        | 3             | –56 kg        |
| Jocs Asiàtics     |                             |               |               |
| Any               | Lloc                        | Medalla       | Categoria     |
| 1990              | Pequín ( R.P. de la Xina)   | 1             | –56 kg        |
| Campionat Asiàtic |                             |               |               |
| Any               | Lloc                        | Medalla       | Categoria     |
| 1985              | Tòquio ( Japó)              | 1             | –56 kg        |